# 西尾忠永
西尾 忠永（にしお ただなが）は、安土桃山時代から江戸時代前期にかけての武将、大名。武蔵国原市藩藩主、上野国白井藩藩主、常陸国土浦藩藩主。横須賀藩西尾家2代。はじめ忠康。主水（主水正）。

## 生涯
天正12年（1584年）、徳川氏の家臣・酒井重忠の三男として三河国西尾で生まれる。母は山田重辰の娘。実兄に江戸幕府大老・酒井忠世がいる。
徳川家康に仕え、2000石の所領を与えられた。慶長4年（1599年）、西尾吉次の娘を娶った。同5年（1600年）9月、関ヶ原の戦いに従軍した。
慶長8年（1603年）11月25日、従五位下丹後守に叙任。のち奏者を務める。その後、岳父・吉次の養子となった。慶長11年（1606年）8月、吉次が死去したため、同年10月7日、遺領（武蔵国足立郡原市5000石、美濃国内7000石）を継いだ（原市藩）。
慶長19年（1614年）10月、大坂冬の陣のとき供奉し、元和元年（1615年）の大坂夏の陣にも従軍した。
元和2年（1616年）、上野国群馬郡内で2万石を領し、白井城を居所とした（白井藩）。
元和4年（1618年）8月、常陸国新治郡内に2万石で移封となり、土浦城城主となった（土浦藩）。同5年（1619年）、それまで勝軍木（）曲輪（郭）の北部にあった滝泉寺（現・茨城県土浦市）を、城東の現在地（鷹匠町）に移した。また、城西の土塁上にあった八幡社をここに合祀し、修行を行い、天下泰平と武門繁栄を祈願した。
元和6年（1620年）1月14日、土浦で死去。37歳。法号は月海岫雲清光院。土浦・神龍寺に葬られた。のち、駿河国田中の遍光寺に改葬し、さらに遠江国横須賀の龍眠寺に移った。
跡を子・忠昭が継いだ。

## 系譜
（出典は『寛政重修諸家譜』）
- 父母：
  - 酒井重忠（実父）
  - 山田重辰の娘（実母）
  - 西尾吉次（養父）
- 正室：西尾吉次の娘
  - 西尾忠昭
  - 女子：酒井忠世養女、有馬忠頼の正室
  - 女子：稲垣重昌の室、のち木下俊治に嫁す
  - 西尾忠知
- 側室：某氏
  - 女子：家臣・増田道意某の妻